# Nguyễn Văn Nông
Nguyễn Văn Nông (sinh năm 1959) là Kiểm sát viên Viện kiểm sát nhân dân tối cao Việt Nam. Ông từng giữ chức vụ Vụ trưởng Vụ kiểm sát thi hành án dân sự (vụ 11), Viện kiểm sát nhân dân tối cao Việt Nam, và Viện trưởng Viện phúc thẩm 1 Viện kiểm sát nhân dân tối cao.

## Tiểu sử
Kể từ ngày 1 tháng 1 năm 2012, Nguyễn Văn Nông, Kiểm sát viên Viện kiểm sát nhân dân tối cao, Phó Chánh Văn phòng Viện kiểm sát nhân dân tối cao, được Viện trưởng Viện kiểm sát nhân dân tối cao Việt Nam bổ nhiệm giữ chức vụ Phó Viện trưởng Viện kiểm sát nhân dân thành phố Hà Nội theo Quyết định số 22/QĐ-VKSTC-V9 ngày 28 tháng 12 năm 2011.
Kể từ ngày 1 tháng 6 năm 2013, Nguyễn Văn Nông, Phó Viện trưởng Viện kiểm sát nhân dân thành phố Hà Nội, được Viện trưởng Viện kiểm sát nhân dân tối cao Việt Nam Nguyễn Hòa Bình bổ nhiệm giữ chức vụ Viện trưởng Viện thực hành quyền công tố và kiểm sát xét xử phúc thẩm tại Hà Nội thuộc Viện kiểm sát nhân dân tối cao (Viện Phúc thẩm 1 VKSNDTC) theo Quyết định số 44/QĐ-VKSTC-V9 ngày 30 tháng 5 năm 2013 thay cho ông Nguyễn Huy Tiến được luân chuyển làm Viện trưởng Viện kiểm sát nhân dân tỉnh Quảng Bình.
Kể từ ngày 15 tháng 6 năm 2015, Nguyễn Văn Nông, Kiểm sát viên cao cấp, Viện trưởng Viện Thực hành quyền công tố và kiểm sát xét xử phúc thẩm tại Hà Nội được Viện trưởng VKSNDTC điều động, bổ nhiệm giữ chức vụ Vụ trưởng Vụ Thi hành án dân sự Viện kiểm sát nhân dân tối cao.
Ngày 17 tháng 12 năm 2015, Chủ tịch nước Trương Tấn Sang trao quyết định bổ nhiệm chức danh Kiểm sát viên Viện kiểm sát nhân dân tối cao cho Nguyễn Văn Nông, Kiểm sát viên cao cấp, Vụ trưởng Vụ Kiểm sát thi hành án dân sự, Viện kiểm sát nhân dân tối cao.
Tháng 12 năm 2018, Nguyễn Văn Nông là Kiểm sát viên Viện kiểm sát nhân dân tối cao, Vụ trưởng Vụ kiểm sát thi hành án dân sự (vụ 11), Viện kiểm sát nhân dân tối cao.
Nguyễn Văn Nông giữ chức vụ Vụ trưởng Vụ Thi hành án dân sự Viện kiểm sát nhân dân tối cao đến ngày 1 tháng 4 năm 2019.